# User mode
Nei sistemi operativi che per la protezione fanno uso del modello dei domini gerarchici di protezione, viene a volte chiamato user mode (in italiano modalità utente) uno stato caratterizzato da un numero relativamente basso di privilegi verso la memoria, l'hardware e altre risorse. 
In un tale sistema le applicazioni solitamente girano in modalità utente o spazio utente, e passano ad uno stato di maggiore privilegio a seconda delle operazioni che devono eseguire. Ogni processo dispone di una propria memoria virtuale e quindi di un proprio  spazio di indirizzamento, che può eventualmente avere sezioni condivise con lo spazio di indirizzamento di altri processi.
Il meccanismo a stati gerarchici di privilegio ha basse prestazioni, sia in quanto ad efficacia della protezione che in quanto a costo di esecuzione, rispetto al meccanismo di protezione basato su capability, che permette tra l'altro di soddisfare il principio del privilegio minimo. Nonostante ciò molti dei sistemi operativi moderni continuano ad usare gli stati gerarchici di privilegio, e cercano di limitarne gli elevati costi computazionali limitando le operazioni che necessitano di passare in kernel mode (come ad esempio nei sistemi operativi a microkernel).

## Esempi
L'architettura x86 dispone di quattro livelli di privilegio, chiamati ring (ma usualmente ne sono usati solo due): la modalità più privilegiata (kernel mode) è nota come ring 0, mentre la modalità meno privilegiata (user mode) è nota come ring 3.